# Піппа-Пассес (Кентуккі)
Піппа-Пассес (англ. Pippa Passes) — місто (англ. city) в США, в окрузі Нотт штату Кентуккі. Населення — 468 осіб (2020).

## Географія
Піппа-Пассес розташована за координатами 37°20′3″ пн. ш. 82°52′24″ зх. д. / 37.33417° пн. ш. 82.87333° зх. д. (37.334244, -82.873346).  За даними Бюро перепису населення США в 2010 році місто мало площу 1,15 км², уся площа — суходіл.

## Демографія
Згідно з переписом 2010 року, у місті мешкали 533 особи в 44 домогосподарствах у складі 26 родин. Густота населення становила 462 особи/км².  Було 53 помешкання (46/км²).
Расовий склад населення:
| - 97,2 % — білих - 1,3 % — чорних або афроамериканців - 0,6 % — вихідців з тихоокеанських островів - 0,6 % — азіатів |

До двох чи більше рас належало 0,4 %. Частка іспаномовних становила 0,8 % від усіх жителів.
За віковим діапазоном населення розподілялося таким чином: 5,1 % — особи молодші 18 років, 92,1 % — особи у віці 18—64 років, 2,8 % — особи у віці 65 років та старші. Медіана віку мешканця становила 20,7 року. На 100 осіб жіночої статі у місті припадало 100,4 чоловіків;  на 100 жінок у віці від 18 років та старших — 99,2 чоловіків також старших 18 років.
Середній дохід на одне домашнє господарство  становив 71 758 доларів США (медіана — 62 500), а середній дохід на одну сім'ю — 95 845 доларів (медіана — 79 167). За межею бідності перебувало 2,0 % осіб, у тому числі 0,0 % дітей у віці до 18 років та 9,1 % осіб у віці 65 років та старших.
Цивільне працевлаштоване населення становило 182 особи. Основні галузі зайнятості: освіта, охорона здоров'я та соціальна допомога — 46,7 %, роздрібна торгівля — 30,2 %, мистецтво, розваги та відпочинок — 7,1 %, транспорт — 4,4 %.